# Zdeslav
Zdeslav (? - Knin, 879) was een hertog van Dalmatisch Kroatië in 864 en opnieuw tussen 878–879. Hij was afkomstig van het Kroatische geslacht Trpimir en de zoon van Trpimir I van Kroatië.
Na de dood van zijn vader Trpimir I van Kroatië in 864 ontstond er een hevige opstand onder leiding van de invloedrijke en machtige Kroatische edelman van Knin, Domagoj. Zdeslav werd verbannen, samen met zijn broers Petar en Muncimir. In 878 versloeg Zdeslav echter de zonen van Domagoj, met de hulp van de Byzantijnen. Hij erkende de overheersende rol van de Byzantijnse heerser Basileios I. 
In 879 werd Zdeslav vermoord nabij Knin tijdens een opstand, die werd geleid door Branimir, een goede kennis van Domagoj. Hij werd daarbij onder druk gezet door de Paus Johannes VIII, die de macht van de Byzantijnse keizer vreesde.